# Calendulauda barlowi
Calendulauda barlowi là một loài chim trong họ Alaudidae.